# Anton Reicha

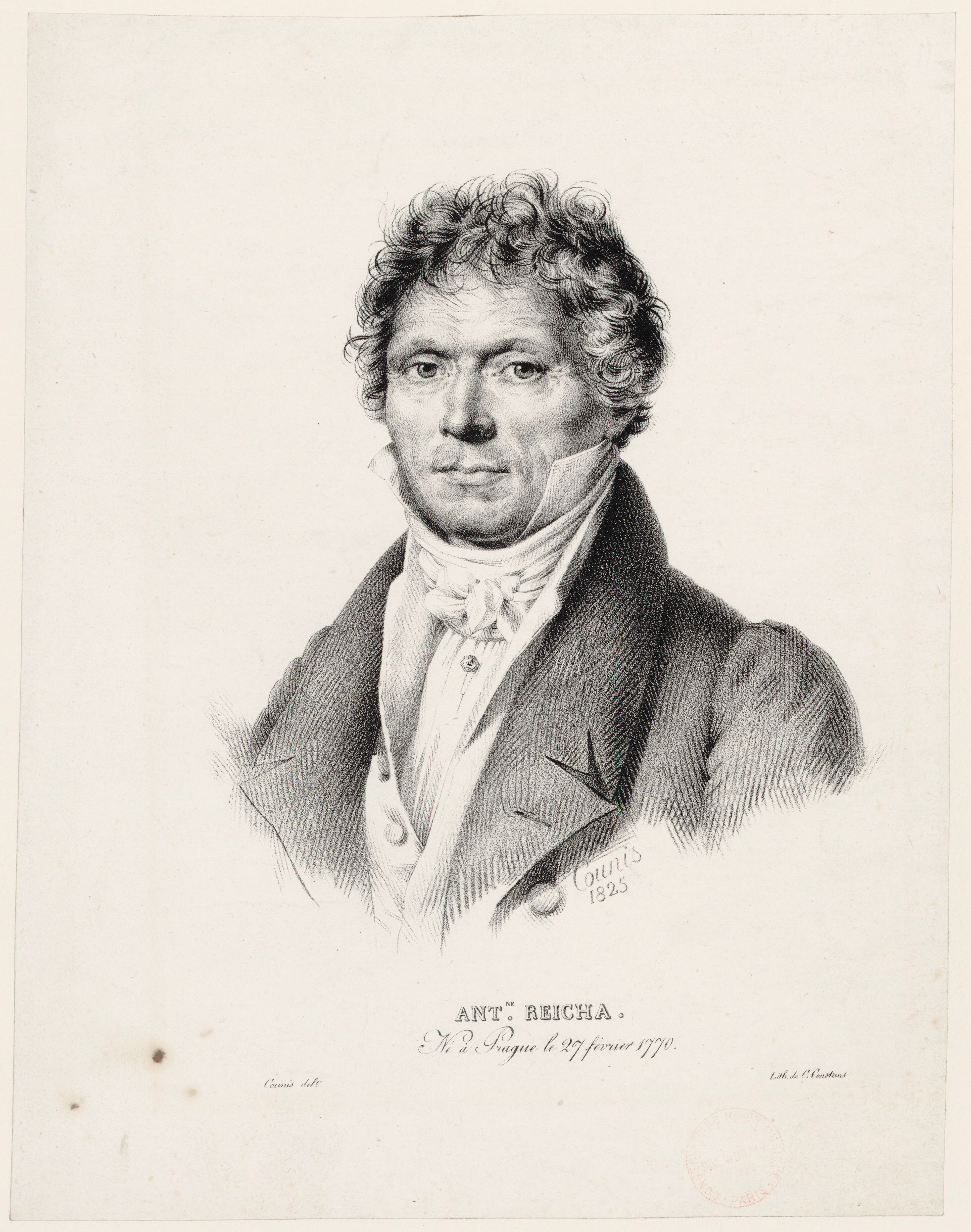
Anton Reicha (1825)

Anton Reicha (auch: Antonín, Antoine-Joseph Reicha oder Rejcha, siehe unten; * 26. Februar 1770 in Prag; † 28. Mai 1836 in Paris) war ein böhmischer Komponist, Musikpädagoge und Flötist, der seine wesentlichen künstlerischen Erfolge in Paris feierte.

## Name
Die in Latein verfasste Geburts-/Taufurkunde der Teynkirche in Prag führt den Namen Antonius Josephus Reicha auf. Reicha nannte sich in Wien jedoch Anton Reicha und in Paris hieß er offiziell Antoine-Joseph Reicha (vgl. Sterbeurkunde).

## Leben
Reichas Vater war Stadtpfeifer in Prag, verstarb allerdings bereits zehn Monate nach der Geburt seines Sohns. Anton Reichas Onkel, der Cellist und Kapellmeister der Oettingen-Wallersteiner Hofkapelle Joseph Reicha, adoptierte ihn im Alter von zehn Jahren, nahm ihn 1781 in sein Haus in Wallerstein auf und unterrichtete ihn selbst in Geige, Flöte, Klavier und Tonsatz.
1785 wechselte er gemeinsam mit seinem Onkel, der Konzertmeister der Kurfürstlichen Hofkapelle wurde, nach Bonn. In diesem Orchester spielte Anton Reicha als zweiter Flötist. Während dieser Zeit lernte er Ludwig van Beethoven kennen, der im selben Orchester die Bratsche spielte. Die beiden verband eine lang andauernde Freundschaft.
Nach der Auflösung des Bonner Hoforchesters 1794 (zur Zeit der französischen Rheinland-Besetzung im Rahmen des Ersten Koalitionskriegs) ging Reicha als Musiklehrer nach Hamburg. Von 1802 bis 1808 lebte er in Wien und hatte als Komponist von Gelegenheitsmusik beachtlichen Erfolg. Zugleich veröffentlichte er zu dieser Zeit erstmals seine Joseph Haydn gewidmeten 36 Fugen op. 36. Hier nahm er Unterricht bei Johann Georg Albrechtsberger und Antonio Salieri. Im Jahre 1808 übersiedelte er nach Paris, wo er großes Ansehen als Komponist für Bläser gewann. Bereits seit 1809 lehrte er am Pariser Konservatorium, und 1818 wurde er dort als Nachfolger von Étienne-Nicolas Méhul Professor für Komposition. 1831 wurde er mit der Ehrenlegion ausgezeichnet.
Zu seinen Schülern gehören Hector Berlioz, Franz Liszt, Charles Gounod, Louise Farrenc, George Onslow, César Franck, Friedrich von Flotow und Justus Amadeus Lecerf.

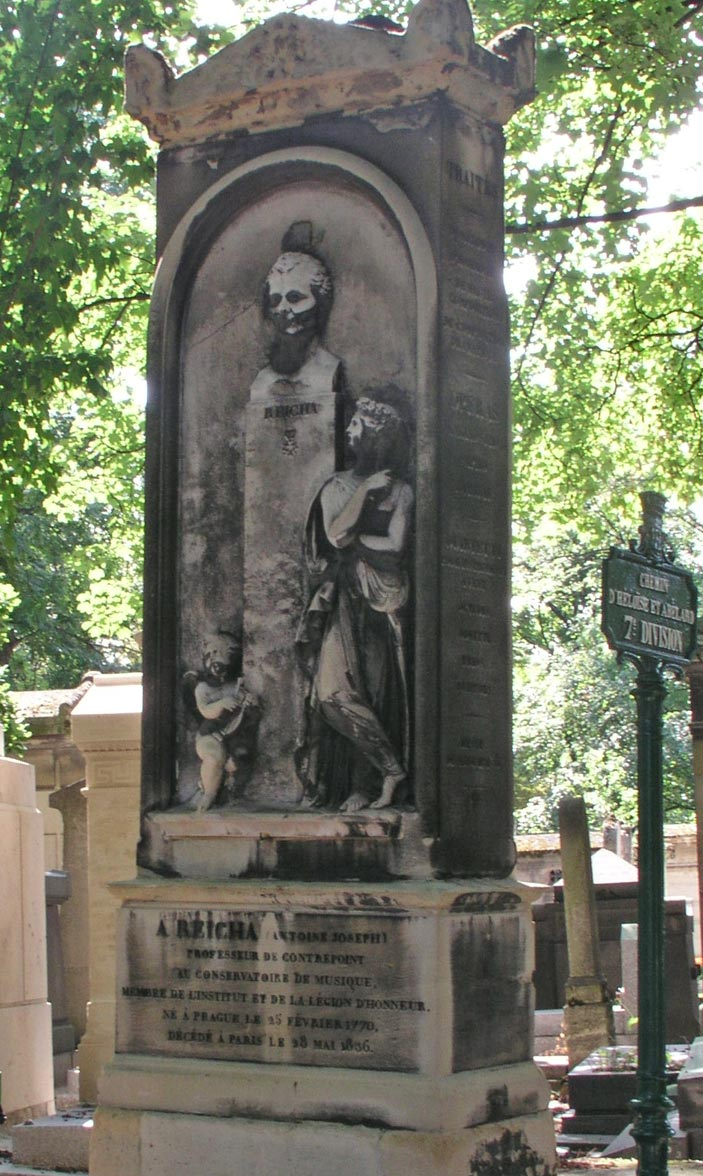
Reichas Grab auf dem Friedhof Père Lachaise in Paris

Mit seiner Komposition für Blasorchester Musique pour célébrer la Mémoire des Grands Hommes et des Grands Événements de la République Française, die auch unter dem ebenso unhandlichen Titel Musique [funèbre] pour celebrer la memoire des grands hommes, qui se sont illustrés au service de la Nation française bekannt ist, knüpft Reicha an die gute Tradition von Blasorchester-Symphonien an, wie sie François-Joseph Gossec, Louis Emmanuel Jadin und Hyacinthe Jadin komponiert hatten. Sie bereitet Hector Berlioz’ Symphonie Funèbre et Triomphale, op. 15, (1840) vor. Vor der Aufführung gab Reicha umfangreiche, detaillierte Anweisungen an die Musiker.
Am bekanntesten blieb Reicha bis heute durch seine mehr als 20 zum Teil sehr virtuosen Bläserquintette. Seine Schriften zur Kompositionslehre waren sehr einflussreich und wurden in mehrere Sprachen übersetzt.

## Werke

### Schriften
- Cours de composition musicale ou traité complet et raisonné d’harmonie pratique, Paris 1816, Gambaro
- Traité de mélodie, Paris 1814, Selbstverlag
- Traité de haute composition musicale I/II, Paris 1824, Costallat

Diese drei Schriften französisch-deutsch als:
- Compositionslehre, Übersetzt von Carl Czerny. Diabelli, Wien 1832
  - Bd. 1 = Theil 1–3. Abhandlung von der praktischen Harmonie (archive.org).
  - Bd. 2 = Theil 4. Abhandlung von der Melodie (archive.org).
  - Bd. 3 = Theil 5–7. Abhandlung von der höheren musikalischen Composition oder vom Contrapunkt, den Imitationen und den Canons (archive.org).
  - Bd. 4 = Theil 8–10. Abhandlung von der Fuge, und von der Kunst, seine Ideen zu benützen, oder dieselben zu entwickeln (archive.org).
- Art du Compositeur Dramatique, ou cours complet de composition vocale, Paris 1833, Costallat. Deutsch: Die Kunst der dramatischen Composition oder vollständiges Lehrbuch der Vocal-Tonsetzkunst, übersetzt und mit Anmerkungen versehen von Carl Czerny, Wien o. J. [1839], A. Diabelli

### Werke für Orchester
- 1799–1800 Symphonie für großes Orchester in Es („Erste Sinfonie“), op. 41 (Besetzung: 2,2,0,2 2,2,0,0 Streicher und Pauke)
- 1803 (Leipzig) Symphonie für großes Orchester in Es, op. 42 (Besetzung: 2,2,2,2 2,0,0,0 Streicher und Pauke)
- 1803 Concerto für Violoncello und Orchester
- 1808 Symphonie Nr. 3 in F
- 1815 Klarinettenkonzert in g
- 1824 Ouverture für Orchester in D
- Sinfonia concertante für Flöte, Violine und Orchester in G
- Symphonie in c

### Werke für Blasorchester
- 1835 „Musique pour célébrer la mémoire des grands hommes et des grands événements de la Republique française“ für 3 kleine Flöten, 6 Oboen, 6 Klarinetten, 6 Fagotte, 6 Hörner, 6 Trompeten, 3 Kontrabässe, 6 Trommeln und 4 kleine Feldkanonen.

### Geistliche Musik und Messen
- 1808 Missa pro defunctis für Sopran, Alt, Tenor, Bass, Chor und Orchester
- 1825 Te Deum

### Kammermusik
- 1795 Quartett D-Dur für vier Traversflöten, op. 12
- 1796–1798 Variationen für 2 Flöten, op. 20
- 1796–1798 3 Romanzen für 2 Flöten, op. 21
- 1796–1798 Trio für 3 Flöten in D, op. 26
- 1807 Quintett für Violoncello und Streich-Quartett in E
- 1815 24 Trios für 3 Hörner, op. 82
- 1816–1820 12 Trios für 2 Hörner und Violoncello, op. 93
- 1817 Oktett für Oboen, Klarinette, Horn, Fagott, 2 Violinen, Bratsche, Violoncello und Kontrabass (ad lib.), op. 96
- 1817 Andante für Englischhorn und Bläser-Quartett Nr. 1 in Es
- 1817–1819 Andante für Englischhorn und Bläser-Quartett Nr. 2 in F
- 1819 Adagio für Englischhorn und Bläser-Quartett
- 1820 Quintett für Klarinette und Streich-Quartett in B, op. 89
- 1821–1826 Quintett für Oboe oder Klarinette und Streich-Quartett in F, op. 107
- 1824 6 Klaviertrios op. 101
- 1824–1826 Quintett für Flöte und Streich-Quartett in A, op. 105
- 1824–1826 Quintett für Horn und Streich-Quartett in E (Kontrabass ad lib.), op. 106
- 6 Quintette für Bläserquintett, op. 88
- 6 Quintette für Bläserquintett, op. 91
- 6 Quintette für Bläserquintett, op. 99
- 6 Quintette für Bläserquintett, op. 100
- Streichquartette op. 48 (C, G, Es)

### Klaviermusik
- 36 Fugen für das Pianoforte, komponiert nach einem neuen System, op. 36,  Wien 1805